# Тулліо Тедескі
Тулліо Тедескі (італ. Tullio Tedeschi, 15 липня 1910, Ізернія — 2 листопада 1987, Ізернія) — італійський військовик, учасник Другої світової війни, нагороджений Золотою медаллю «За військову доблесть».

## Біографія
Тулліо Тедескі народився 15 липня 1910 року в Ізернії. У 1927 році добровільно вступив до Військово-морських сил, і був скерований на навчання в Школу механіків у Венеції. Після її закінчення у 1929 році ніс службу на борту есмінця «Уголіно Вівальді», з 1930 року - на канонерському човні «Ерманно Карлотто», і з 1933 року на есмінці «Еуро».
Після перепідготовки у 1934 році був переведений на підводний човен «Санторре Сантароза», у 1935 році - на підводний човен «X 3». Брав участь у другій італо-ефіопській війні.
Після повернення до Італії був переведений до Департаменту озброєнь флоту, а потім до складу 10-ї флотилії МАС у Ла-Спеції, де став оператором катера MAS.  
26 березня 1941 року брав участь в атаці на бухту Суда, де зосередились значні сили британського флоту. В результаті атаки начиненими вибухівкою човнами були пошкоджені важкий крейсер «Йорк» (згодом добитий німецькою авіацією) та танкер «Періклус» (затонув під час спроби евакуації на ремонт).   
Проте всі шість італійських бойових плавців, в тому числі Тулліо Тедескі, потрапили до полону.
Повернувся до Італії у 1944 році, брав участь у війні проти нацистів. Після завершення війни ніс службу в одному з департаментів Міністерства військово-морських сил. У 1947 році вийшов у відставку.
Помер 2 листопада 1987 року в Ізернії.

## Вшанування
На честь Тулліо Тедескі названий швидкісний патрульний катер Tullio Tedeschi (P421) типу «Анджело Кабріні». Закладений у 2017 році, у 2020 році вступив до складу флоту.

## Нагороди
- Золота медаль «За військову доблесть»